# Michael Higgins (attore)
Michael Patrick Higgins (Brooklyn, 20 gennaio 1920 – New York City, 5 novembre 2008) è stato un attore statunitense.

## Biografia
Higgins apparve sia in film che su palcoscenici ed è conosciuto per il suo ruolo principale nell'opera teatrale Equus, a Broadway.
Higgins debuttò in teatro in età adolescenziale, intraprendendo una carriera teatrale. Su suggerimento del padre, recitò la sua prima tragedia tratta da un racconto di William Shakespeare. Servì nell'Esercito statunitense in Italia, durante la Seconda guerra mondiale, dove guadagnò una Bronze Star Medal.
Dopo essere ritornato dal servizio militare, Higgins fece il suo primo vero esordio a Broadway, il 18 febbraio 1946, nella produzione Antigone in un piccolo ruolo, insieme a Katharine Cornell e Cedric Hardwicke.
Riapparve a Broadway nella produzione originale di Equus di Peter Shaffer nel ruolo di Frank Strang, insieme a Peter Firth, Frances Sternhagen ed Anthony Hopkins.
Fra i suoi spettacoli di Broadway vengono ricordati:
- Romeo e Giulietta (1951), nel ruolo di Benvolio, insieme a Olivia de Havilland;
- The Lark (1955), con Boris Karloff, Julie Harris e Christopher Plummer;
- Circle in the Square Theatre (1973), con James Earl Jones, nel suo ultimo spettacolo di Broadway.

Higgins vinse due Obie Awards e un Drama Desk Award, nel 1978, per i suoi lavori a Broadway.
Tra i film dove apparve, vi sono: La fabbrica delle mogli (1975), Robinson Crusoe - La storia vera (1989), Synecdoche, New York (2008) e molti altri.
Higgins morì all'età 88 anni, il 5 novembre 2008, per infarto.

## Filmografia parziale

### Cinema
- Il compromesso (The Arrangement), regia di Elia Kazan (1969)
- Wanda, regia di Barbara Loden (1970)
- Desperate Characters, regia di Frank D. Gilroy (1971)
- La conversazione (The Conservation), regia di Francis Ford Coppola (1974)
- La fabbrica delle mogli (The Stepford Wives), regia di Bryan Forbes (1975)
- Un nemico del popolo (An Enemy of the People), regia di George Schaefer (1978)
- Il re degli zingari (King of the Gypsies), regia di Frank Pierson (1978)
- La seduzione del potere (The Seduction of Joe Tynan), regia di Jerry Schatzberg (1979)
- Black Stallion (The Black Stallion), regia di Carroll Ballard (1979)
- Bronx 41º distretto di polizia (Fort Apache the Bronx), regia di Daniel Petrie (1981)
- Una commedia sexy in una notte di mezza estate (A Midsummer Night's Sex Comedy), regia di Woody Allen (1982)
- Rusty il selvaggio (Rumble Fish), regia di Francis Ford Coppola (1983)
- Voglia di ballare (Girls Just Want to Have Fun), regia di Alan Metter (1985)
- Sette minuti in Paradiso (Seven Minutes in Heaven), regia di Linda Feferman (1985)
- Angel Heart - Ascensore per l'inferno (Angel Heart), regia di Alan Parker (1987)
- New York Stories, regia di Woody Allen, Francis Ford Coppola, Martin Scorsese (1989)
- Robinson Crusoe - La storia vera (Crusoe), regia di Caleb Deschanel (1989)
- Dead Bang - A colpo sicuro (Dead Bang), regia di John Frankenheimer (1989)
- The Local Stigmatic, regia di David F. Wheeler (1990)
- Scuola d'onore (School Ties), regia di Robert Mandel (1992)
- Wind - Più forte del vento (Wind), regia di Carroll Ballard (1992)
- Gli imbroglioni (The Impostors), regia di  Stanley Tucci (1998)
- Biglietti... d'amore (Just the Ticket), regia di Richard Wenk (1999)
- Hollywood, Vermont. (State and Main), regia di David Mamet (2000)
- Swimfan - La piscina della paura (Swimfan), regia di James Polson (2002)
- Off the Black - Gioco forzato (Off the Black), regia di James Ponsoldt (2006)
- La famiglia Savage (The Savages), regia di Tamara Jenkins (2007)
- Synecdoche, New York, regia di Charlie Kaufman (2008)
- An American Carol, regia di David Zucker (2008)

### Televisione
- The Best of the Post – serie TV, episodio 1x07 (1960)
- Ben Casey – serie TV, episodi 3x19-3x21 (1964)
- Il virginiano (The Virginian) – serie TV, episodio 6x05 (1967)

## Doppiatori italiani
Nelle versioni in italiano delle opere in cui ha recitato, Michael Higgins è stato doppiato da:
- Cesare Barbetti ne Il compromesso
- Michele Gammino in La conversazione
- Sandro Pellegrini in La fabbrica delle mogli
- Pietro Biondi in Una commedia sexy in una notte di mezza estate
- Carlo Reali in Angel Heart - Ascensore per l'inferno
- Dante Biagioni in Dead Bang - A colpo sicuro